# 내가권
내가권(內家拳)은 태극권, 형의권, 팔괘장 등을 가리키는 중국 무술 용어이다.
주로 강하고 빠른 속도로 수련하는 외가권과는 달리 내가권은 부드럽고 느린속도로 수련하며, 내적인 기( 氣)를 중요시 한다

## 같이 보기
- 성리학